# Vega Strike
Vega Strike es un simulador de vuelo espacial en primera persona desarrollado para Microsoft Windows, sistemas Unix, como Linux,  y sistemas Mac OS X en C y C++, usando la API OpenGL y utilizando Python y XML para realizar los scripts internos.

## Juego
La mayor parte de la mecánica del juego está directamente inspirada por Elite y sus sucesores, principalmente Wing Commander: Privateer.
Vega Strike introduce al jugador en un universo grande y dinámico con distintas facciones de disposición variable hacia el jugador y entre ellas mismas, y un modelo económico donde el comercio, el combate y la exploración resultan provechosos. Las ganancias financieras permiten a los jugadores comprar actualizaciones y/o mejores vehículos, permitiendo así avanzar al jugador a misiones más peligrosas y provechosas. El jugador puede tener distintos grados de relaciones con las facciones. Se pueden formar relaciones negativas si el jugador destruye alguna nave de una facción. Las relaciones positivas se pueden formar si el jugador destruye naves que son enemigas de una facción determinada. El jugador puede comprar y vender cargas, aceptar misiones del Ordenador de Misiones o hablar con las personas en los bares de las estaciones espaciales/planetas. En la tradición de algunos de sus precursores, los individuos con una importancia significativa en la trama suelen encontrarse en los bares.
La existencia de una moneda universal, mercados abiertos, artículos comerciales de valor para la mayoría de grupos y tecnologías ampliamente extendidas permiten al jugador hacer negocios prácticamente en todas partes.
También hay una campaña en el juego que asigna  ciertas misiones al jugador, siguiendo distintos caminos dentro de la historia. El jugador puede continuar jugando después de terminar la campaña.

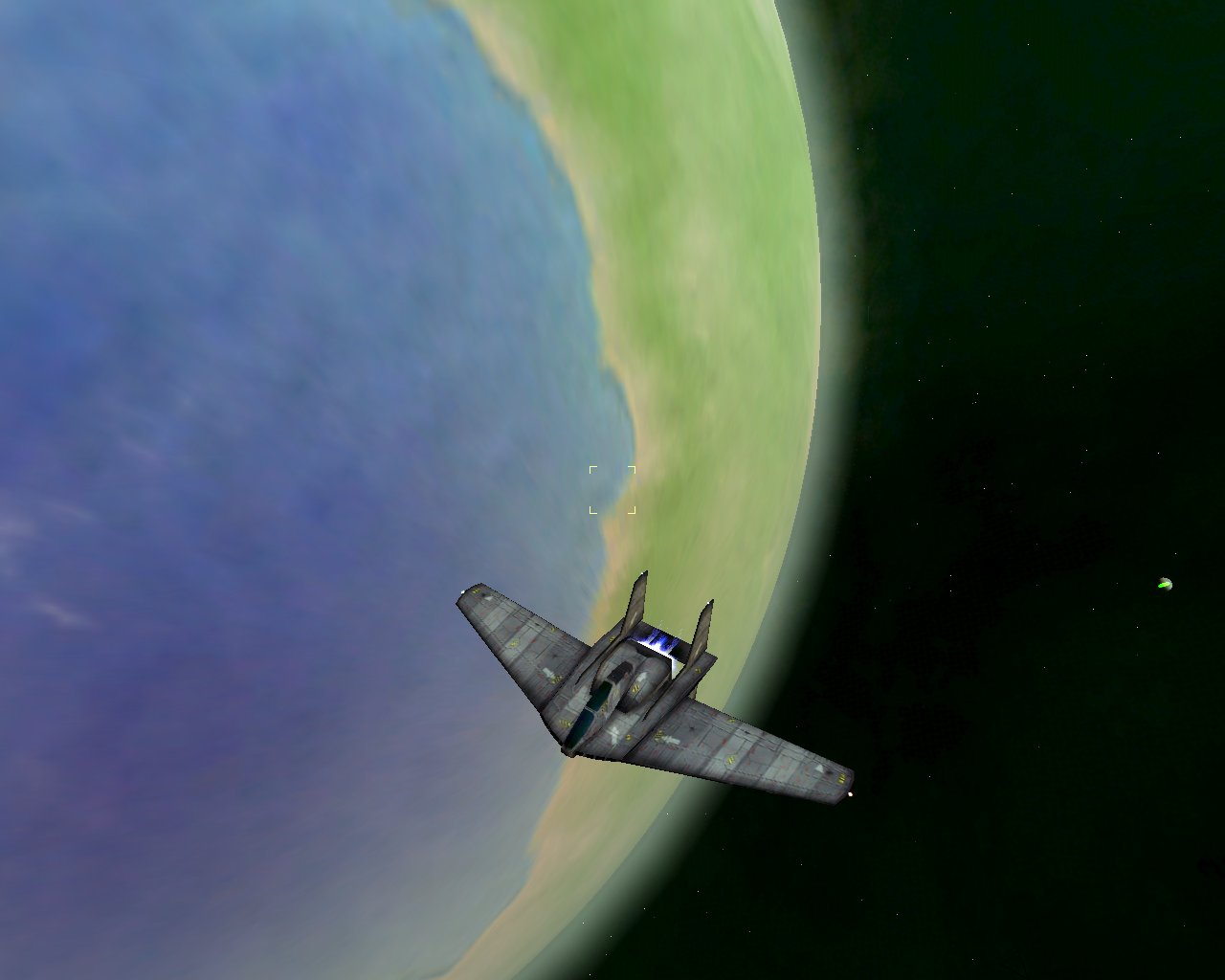
Un caza de la clase Ancestor pasando junto a un planeta con biodiversidad.
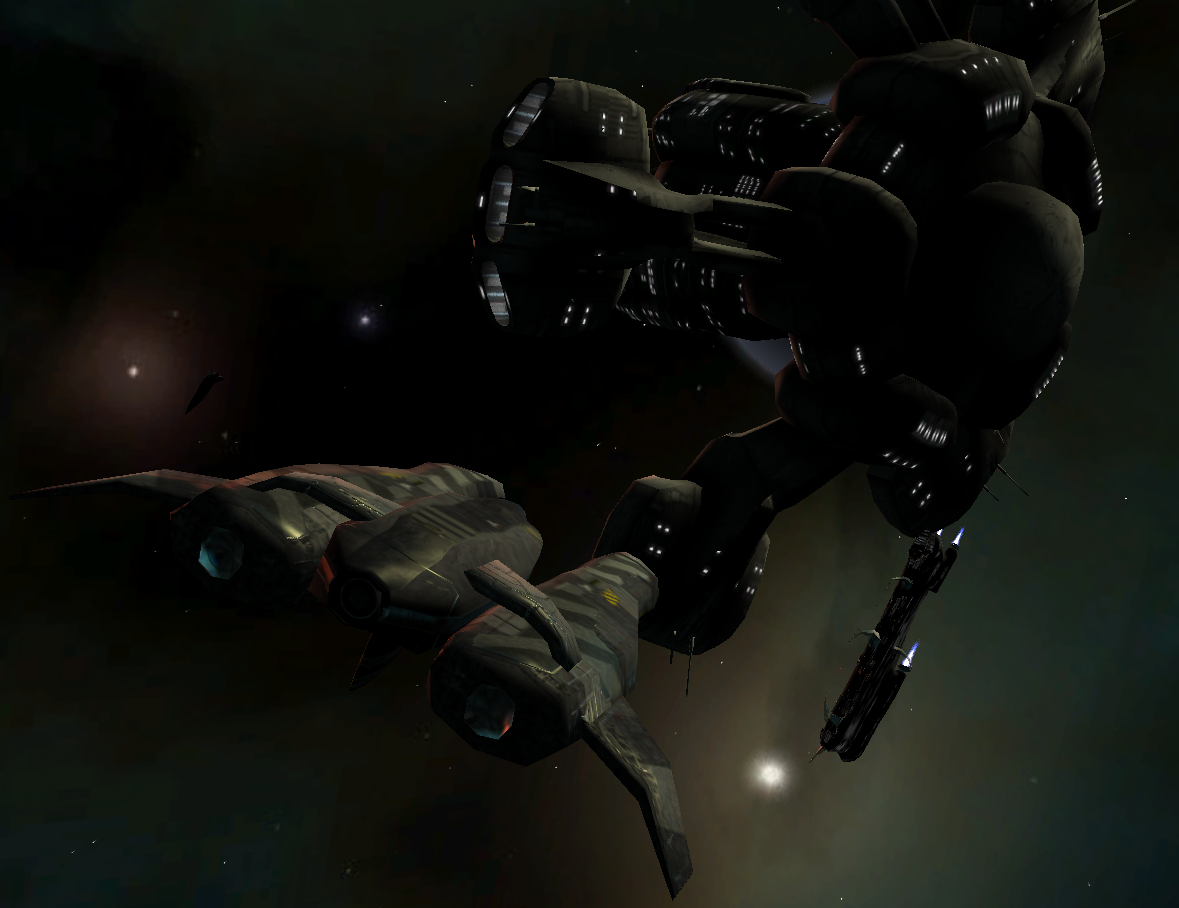
"Llama" docks on mining station
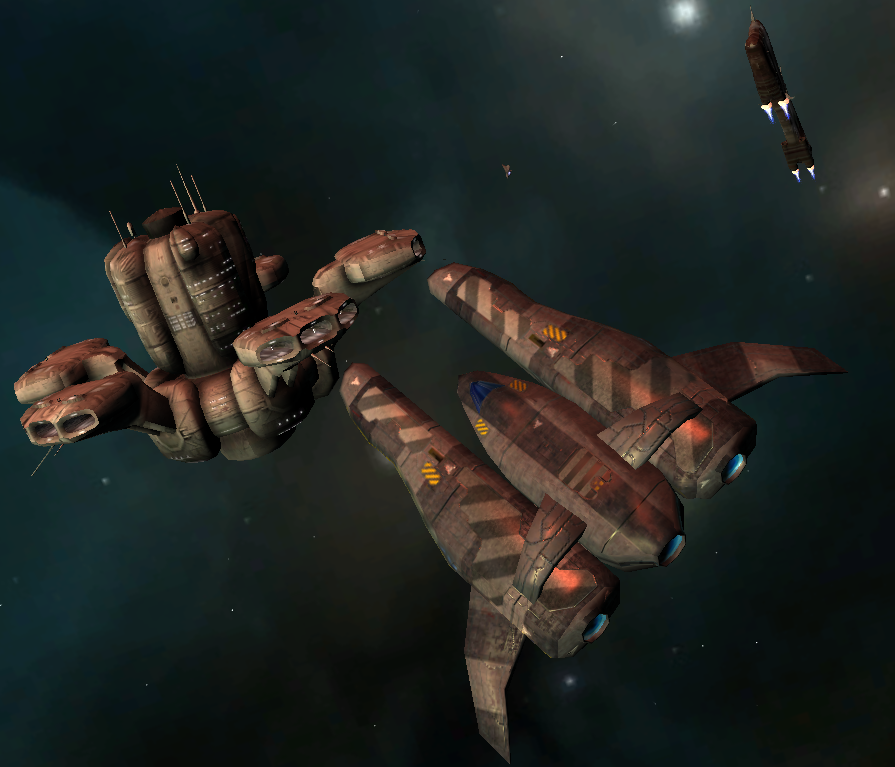
normal mapping